# Nowickie Drugie
Nowickie Drugie (biał. Навіцкія 2, Nawickija 2; ros. Новицкие 2, Nowickije 2) – wieś na Białorusi, w obwodzie grodzieńskim, w rejonie lidzkim, w sielsowiecie Trzeciakowce, nad Lidzieją i przy wschodniej obwodnicy Lidy.
Współcześnie w skład wsi wchodzi także dawny folwark Kuresiowszczyzna.

## Historia
W XIX i w początkach XX w. położone były w Rosji, w guberni wileńskiej, w powiecie lidzkim, w gminie Lida.
W dwudziestoleciu międzywojennym leżały w Polsce, w województwie nowogródzkim, w powiecie lidzkim, w gminie Lida. W 1921 Nowickie II liczyły 182 mieszkańców, zamieszkałych w 34 budynkach, w tym 175 Polaków i 7 Białorusinów. 116 mieszkańców było wyznania prawosławnego i 66 rzymskokatolickiego. Kuresiowszczyzna liczyła zaś 17 mieszkańców, zamieszkałych w 6 budynkach, wyłącznie Polaków. 15 mieszkańców było wyznania rzymskokatolickiego i 2 prawosławnego.
Po II wojnie światowej w granicach Związku Sowieckiego. Od 1991 w niepodległej Białorusi.